# Synagoga v Pohořelicích
Synagoga v Pohořelicích byla židovská svatyně v Pohořelicích v okrese Brno-venkov. Nacházela se uprostřed zdejší židovské čtvrti.

## Historie
Původní synagoga v Pohořelicích byla snad z 15. nebo 16. století; údajně byla nejstarší na Moravě. Protože v polovině 19. století již kapacitně nevyhovovala, byla roku 1853 zbořena. V letech 1854–1855 na jejím místě vznikla nová, větší synagoga v novorománském slohu, která byla vysvěcena roku 1856. Ta svému účelu sloužila do roku 1938, kdy byla po Mnichovské dohodě a odstoupení pohraničí Německu nacisty zpustošena. Zbořena byla nedlouho po skončení druhé světové války, tedy po roce 1945.
V roce 2016 plánovalo město při celkové rekonstrukci ulice Stará obec, tvořící původní jádro židovské čtvrti, vyznačit půdorys synagogy v dlažbě ulice.